# Bait-un-Nasr

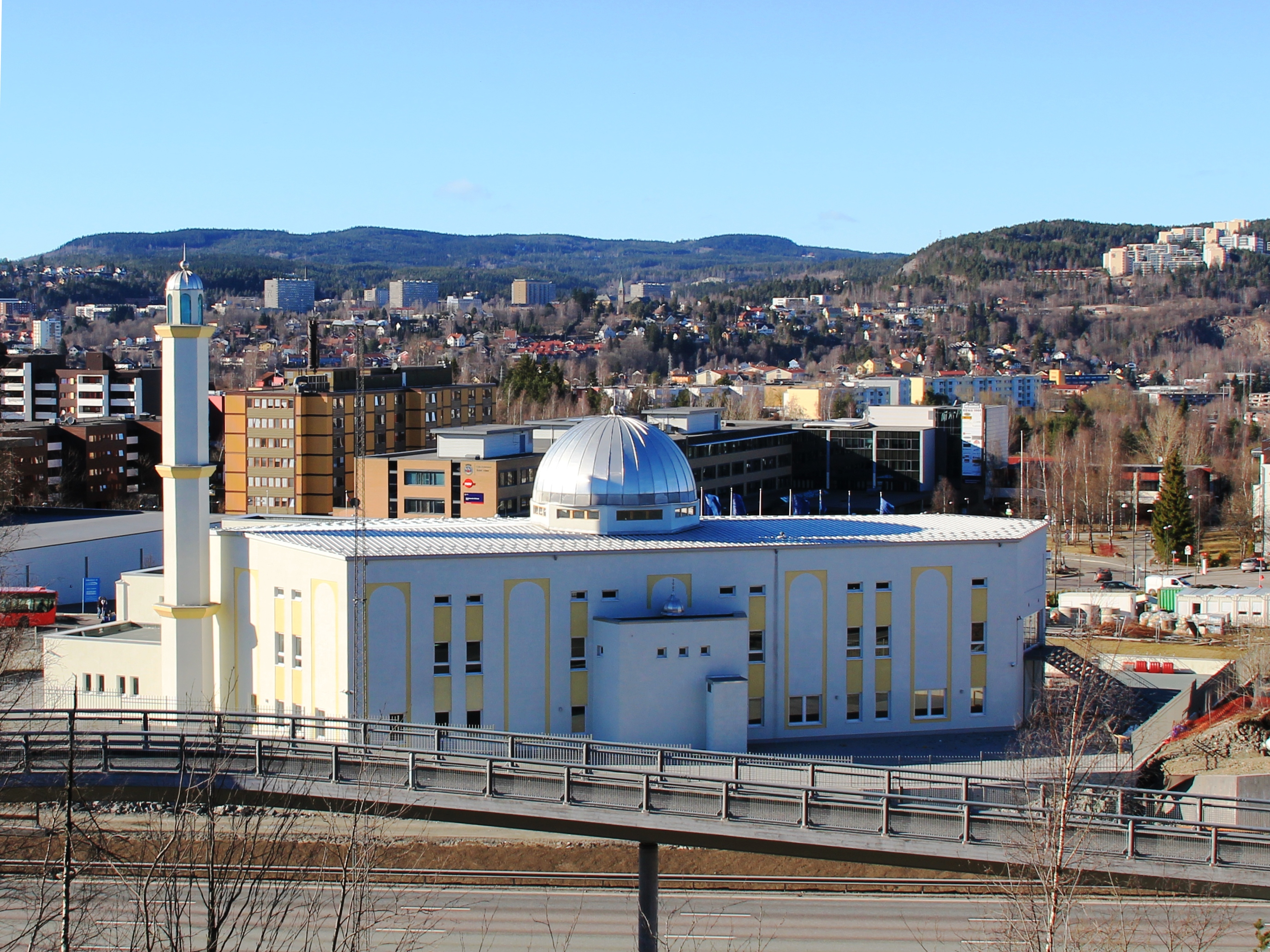
Bait-un-Nasr (2011)

Bait-un-Nasr - meczet Ahmeda znajdujący się w gminie Alna norweskiej stolicy Oslo.
Budowa meczetu była poprzedzona wieloletnimi problemami i licznymi kontrowersjami. Obiekt został wreszcie otwarty jesienią 2011 roku. Kompleks zajmuje powierzchnię 7759 m² i jest największym meczetem w Norwegii. Jego pojemność wynosi 5000 osób i składa się z dwóch sal modlitewnych (dla mężczyzn i kobiet) oraz pomieszczenia na parterze przeznaczonego na rzecz działalności społecznej.